# SN 2001fb
SN 2001fb – supernowa typu II odkryta 10 października 2001 roku w galaktyce A001006-0026. W momencie odkrycia miała maksymalną jasność 20,00m.